# Ґуґґінґ
Психіатрична клініка Марії Ґуґґінґ була психіатричною установою, розташованою в передмісті Марія Ґуґґінґ на околиці Відня, Австрія. За часів нацизму сотні психічно хворих були вбиті або піддані жорстокому поводженню в Гуґґінгу в рамках нацистської програми умертвіння Т-4.
У післявоєнну епоху кілька його пацієнтів стали відомі своїм Мистецтвом аутсайдерів, і їх називають Художниками Ґуґґінґ. Сьогодні кілька митців живуть у спеціальному мистецькому центрі на території колишньої клініки, відомому як Art Brut Center Gugging (або просто Gugging (Ґуґґінґ)), який також включає музей Ґуґґінґ і галерею Ґуґґінґ.

## Історія
Психіатричну клініку Марії Ґуґґінґ було засновано в 1889 році. Вона названа на честь району Марія Ґуґґінґ, передмістя Клостернойбурга.

## Нацистські звірства
Нацистські звірства
Історик Гервіг Чех розповів Австрійському прес-агентству, що Ґуґґінґ був ареною «одних із найбільш варварських медичних злочинів, скоєних в Австрії» під час нацистського режиму. Приблизно 400 пацієнтів були вбиті доктором Емілем Гельні  шляхом отруєння та ураження електричним струмом. Рудольф Лонауер  був лікуючим лікарем для 112 смертей і зазвичай вбивав своїх пацієнтів – переважно жінок – передозуванням наркотиків. Пацієнти також помирали від смертельної ін'єкції, недоїдання та інфекційних захворювань. Нове дослідження також показало, що в період з листопада 1940 року по травень 1941 року загалом 675 людей було доставлено з клініки до центру вбивств Хартхайма поблизу Лінца, де вони були отруйні газом. З них 116 дітей і підлітків віком від чотирьох до 17 років.
До 1940 року почали поширюватися чутки про вбивства пацієнтів у Хартхаймі. Анна Ведл, медсестра і мати дитини-інваліда, яка проживає в Ґуґґінзі, намагалася врятувати життя свого сина, подавши петицію проти його переселення до Хартхайма. Її запевнили, що він не піде до Хартхайма, а натомість його відвезли до іншого дитячого закладу Am Spiegelgrund, де він був убитий незабаром після прибуття.

## Художники Гуґінга
Наприкінці 1950-х років психіатр Лео Навратіл (1921-2006) з психіатричної клініки Марії Ґугґінґ запропонував своїм пацієнтам робити малюнки для діагностичних цілей. Наступного року він виявив мистецьки талановитих людей у своїй палаті – відкриття, яке підтвердив Жан Дюбюффе, французький художник, який ввів термін Арт Брют (також відомий як Outsider Art). Перша книга Лео Навратіла «Schizophrenie und Kunst» («Шизофренія і мистецтво») була опублікована в 1965 році. Приваблені цією роботою в клініці, багато віденських художників відвідали Ґуґґінґ. У 1970 році у віденській галереї відбулася перша виставка «Gugging Artists». Згодом «Художники гігінгів» часто представлялися в галереях і музеях.

## Книги Лео Навратіла[6]
1. Die Federzeichnungen des Patienten O.T. (Мюнхен, 1974)
2. Schizophrenie und Sprache (Мюнхен, 1976)
3. Alexanders поэтищ текст (Мюнхен, 1977)
4. Art brut and Psychiatrie ", Gugging 1946-1986; Wien: Brandstätter 1999 ISBN3-85447-876-3

## Будинок художника
Після першої виставки продажів у 1970 році у Відні групою Ґугґінґа зацікавилася низка відомих художників (наприклад, Арнульф Райнер, Альфред Хрдлічка, Андре Хеллер). Лео Навратіл до 2002-ого року розширював своє дослідження, включивши в нього зв’язки між «шизофренією та мовою», як, наприклад, у випадку пацієнта-поета Гуггінга Ернста Гербека.
«Центр мистецтва та психотерапії» був заснований Лео Навратілом у 1981 році.
Колишній павільйон лікарні для інфекційних захворювань було перетворено на «центр мистецтва та психотерапії», де проживало терапевтичне співтовариство з 18 пацієнтів, половина з яких були художниками.Він запросив художньо талановитих пацієнтів жити в будинку, який служить житловим простором, студією, галереєю та місцем зустрічей.
Деякі з цих митців отримали міжнародне визнання, наприклад Август Валла, Йоганн Гаузер і Освальд Чиртнер.
Після виходу засновника на пенсію в 1986 році Йоганн Фейлахер став його наступником. Фейлахер підкреслив роль, яку відіграло мистецтво в Гуггінгу, і змінив назву на «Будинок художників» (нім. Haus der Künstler). У Європі Будинок художників вважається зразком психіатричних реформ, заснованих на арт-терапії як засобі реінтеграції клієнтів у суспільство.
Йоганн Фейлахер, більше зосереджувався на естетичній автономії мистецтва, створеного в Ґугґінґу, і в 1986 році центр перейменував на «Haus der Künstler» (Будинок художників).
У 1990 році група Gugging була нагороджена Австрійською державною премією образотворчого мистецтва (Oskar-Kokoschka-Preis)
Зараз Центр Ґугґінґа Art/Brut Center складається з публічної студії, робочі кімнати, архів, галерея (відкрита в 1997), з 2006 музей.
Музей містить роботи художників Гуггінга, а також проводить  виставки Art Brut у світі, які включають праці таких художників, як Мартін Рамірез і Адольф Вельфлі.
У будівлі музею також є громадська студія, відкрита для всіх, але в основному використовується особами, які пройшли або отримують психіатричне лікування.
Разом музей, галерея, «Будинок художника» та громадська студія відомі як Art / Brut Center Gugging.

## У масовій культурі
На початку 1994 року Девід Бові та Браян Іно відвідали психіатричну лікарню Гуггінга, щоб взяти інтерв’ю та сфотографувати відомих пацієнтів-митців, відомих своїм «чужинським мистецтвом». Художні матеріали, які віддавали перевагу мешканцям Гуггінга, мали потужний вплив на виробничі стратегії в студії під час співпраці Боуї та Іно. У березні 1994 року тригодинний твір (здебільшого діалог) надихнув на створення концептуального альбому Outside 1995 року.
«Ein schöner Hase ist meistens der Einzellne» Філіпа Вайса засновано на реальній історії Ернста Гербека (1920–1991) та Августа Валла (1936–2001), двох хворих на шизофренію артистів Ґуґґінґа. Projekttheater Vorarlberg виконував постановку п'єси в Alte Hallenbad Feldkirch з грудня 2013 року.